# Mort de Rémi Fraisse
Le texte peut changer fréquemment, n’est peut-être pas à jour et peut manquer de recul. 
Le titre et la description de l'acte concerné reposent sur la qualification juridique retenue lors de la rédaction de l'article et peuvent évoluer en même temps que celle-ci.

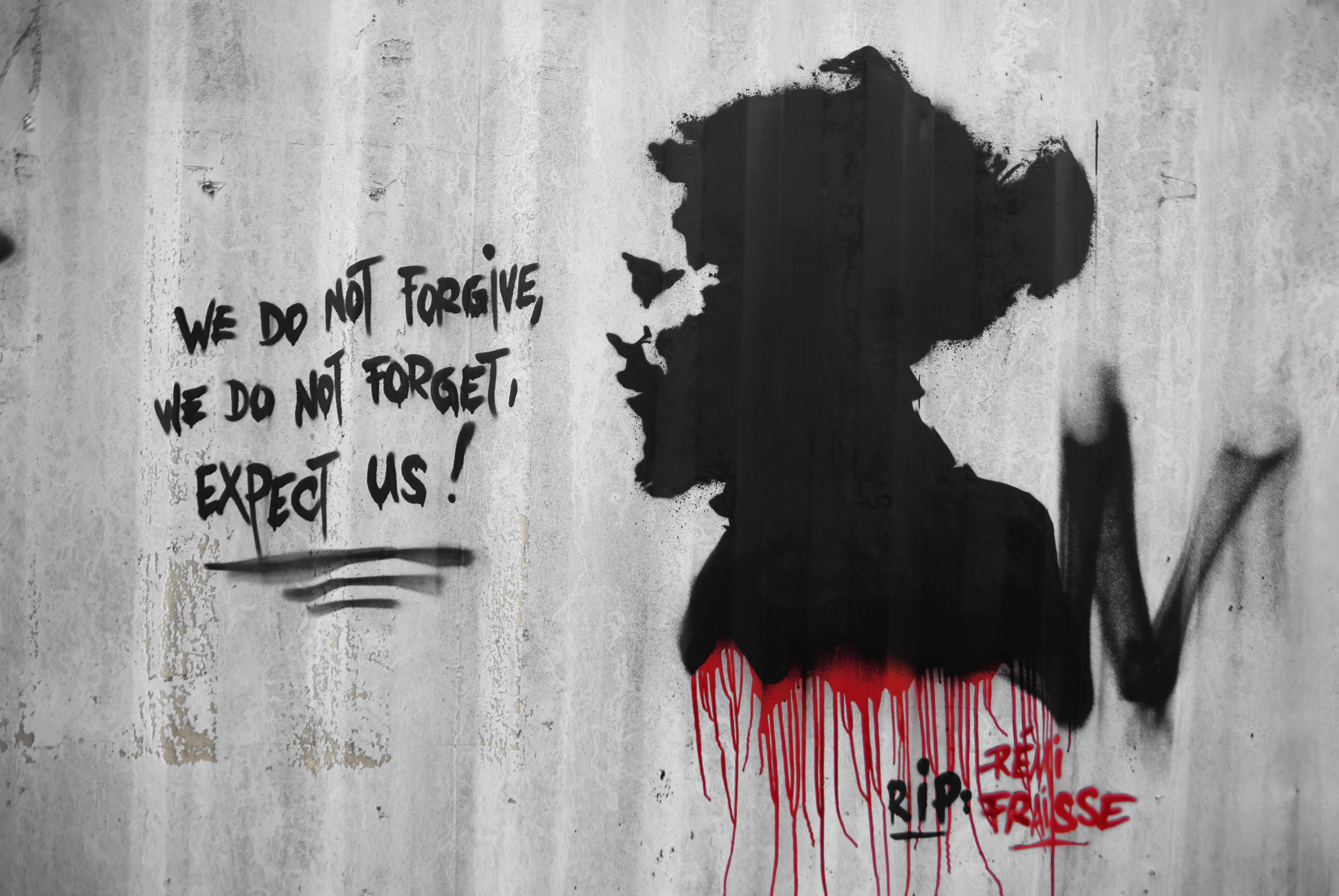
Graffiti en hommage à Rémi Fraisse, décembre 2014.

La mort de Rémi Fraisse, un militant écologiste français de vingt-et-un ans, survient le 26 octobre 2014 lors d'une manifestation contre le barrage de Sivens, sur le site des travaux. Il décède à la suite de l'explosion d'une grenade OF-F1 tirée par un gendarme. L'épisode, qui entraine l'arrêt du chantier, déclenche une controverse politique sur les méthodes de maintien de l'ordre et les violences policières ; le ministre de l'Intérieur Bernard Cazeneuve se retrouve sous le feu des critiques.
La procédure judiciaire au pénal se conclue en 2018 par un non-lieu envers le gendarme responsable du tir, confirmé en appel puis en cassation. L’État français est condamné en appel à indemniser la famille Fraisse par un tribunal administratif en 2023, lors d'un jugement qui déclare que l’État n'a pas commis de faute et que les forces de l'ordre ont agi de manière proportionnée. En février 2025, la cour européenne des droits de l'homme juge la France responsable et la condamne à indemniser la famille.
La mort de Rémi Fraisse entraîne l'interdiction des grenades OF-F1 en 2017, l'arrêt du barrage de Sivens et l'instauration de méthodes de concertation autour des projets de retenues d'eau, même si les conflits et les tensions demeurent entre écologistes et agriculteurs à Sivens et dans la région. Rémi Fraisse devient un symbole des luttes écologistes en France et fait l'objet de commémorations.

Chronologie du projet de barrage de Sivens et de la mort de Rémi Fraisse.

## Contexte: opposition au barrage de Sivens

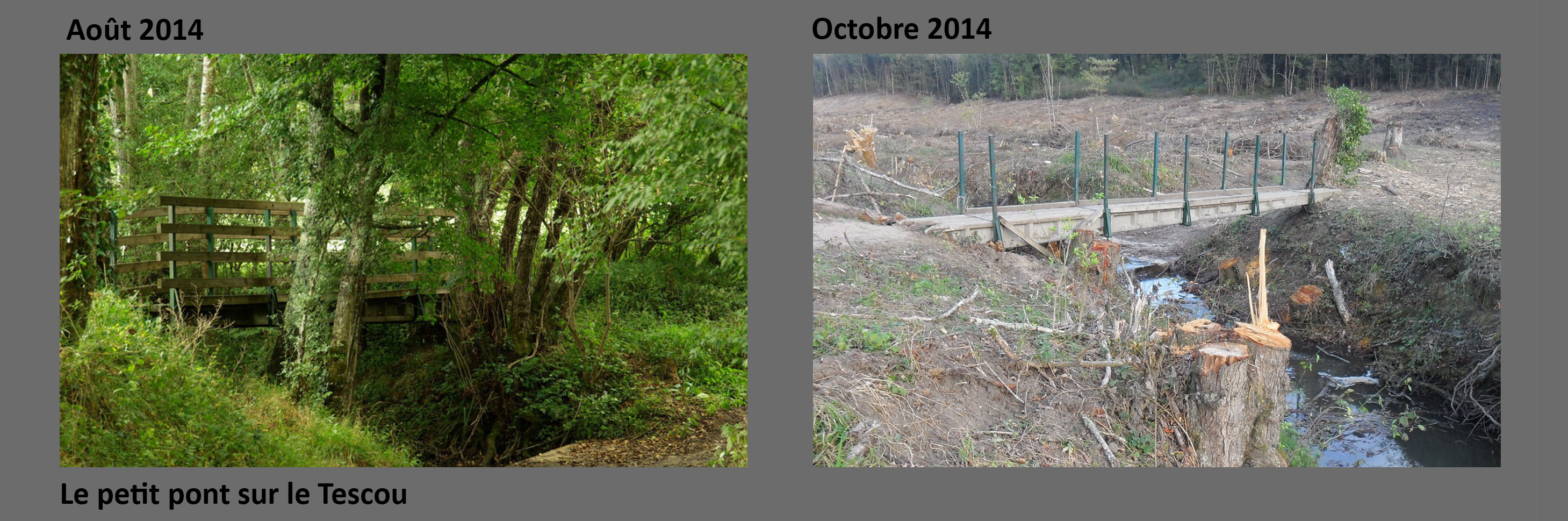
Exemple de défrichement dans la zone humide du Testet (août/octobre 2014).

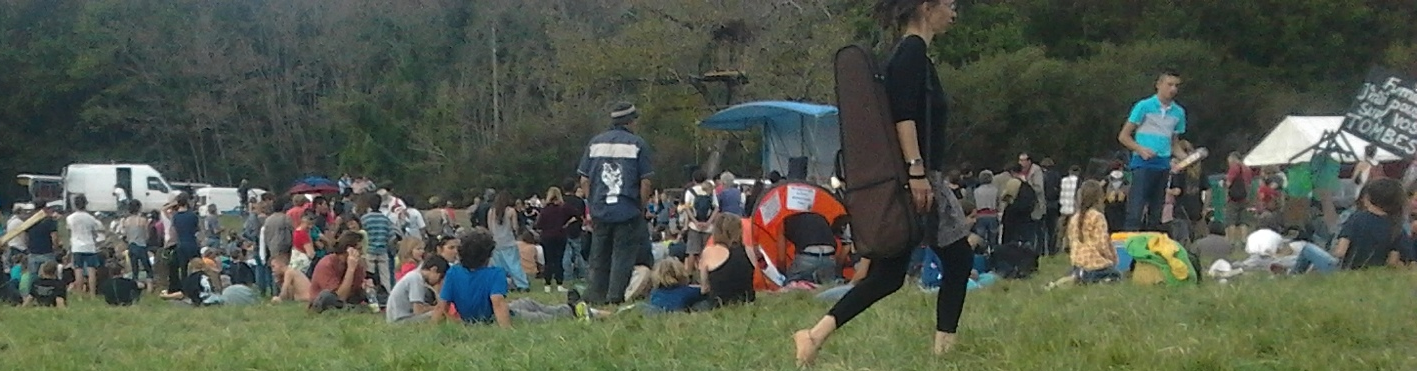
Rassemblement contre le barrage de Sivens dans la zone humide du Testet le 25 octobre 2014

Le barrage de Sivens suscite une vive contestation, fondée sur des arguments de nature écologique. « Pour eux, les besoins en irrigation étaient surévalués et le barrage allait bénéficier à peu d’agriculteurs ». En particulier, les opposants dénoncent la destruction de la zone humide du Testet, située près de la rivière Tescou sur la commune de Lisle-sur-Tarn. Après l'autorisation du projet par la préfecture en 2013, puis le début des travaux (bien que les recours juridiques n'aient pas été épuisés), une zone à défendre (ZAD) est constituée par une centaine d'opposants. En réponse, les forces de l'ordre les expulsent et détruisent leurs campements à plusieurs reprises. Le gouvernement de Manuel Valls, qui connaît une pression similaire à Notre-Dame-des-Landes, ne souhaite pas céder face aux zadistes, 

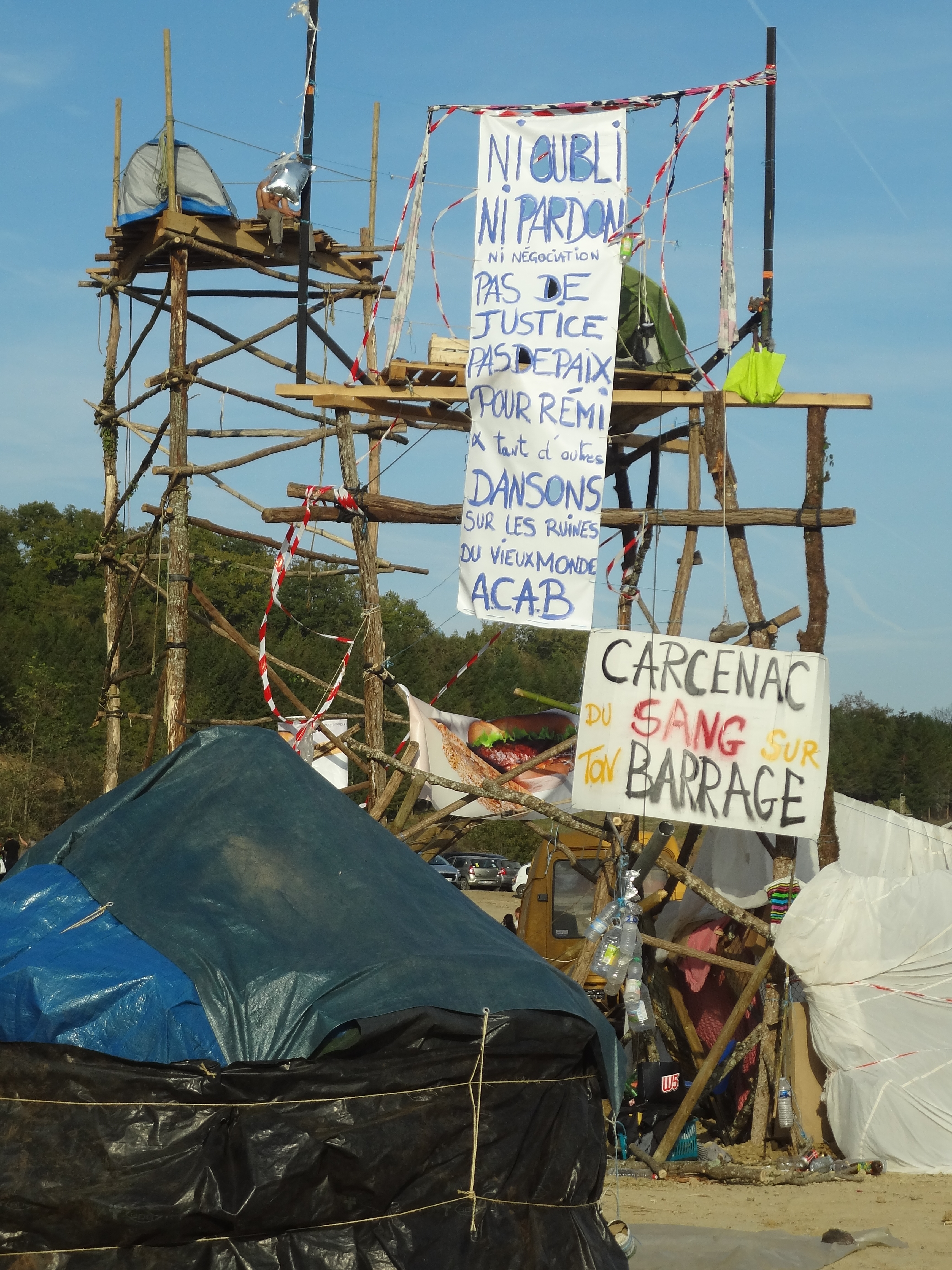
Banderoles implantées sur le site en opposition au barrage, 2 novembre 2014. Ni oubli ni pardon (...) pas de justice, pas de paix pour Rémi et tant d'autres (...).

Avant l'été 2014, puis en septembre et en octobre 2014, l'opposition au projet s'exprime sous la forme de manifestations, au cours desquelles 56 policiers et gendarmes sont blessés.

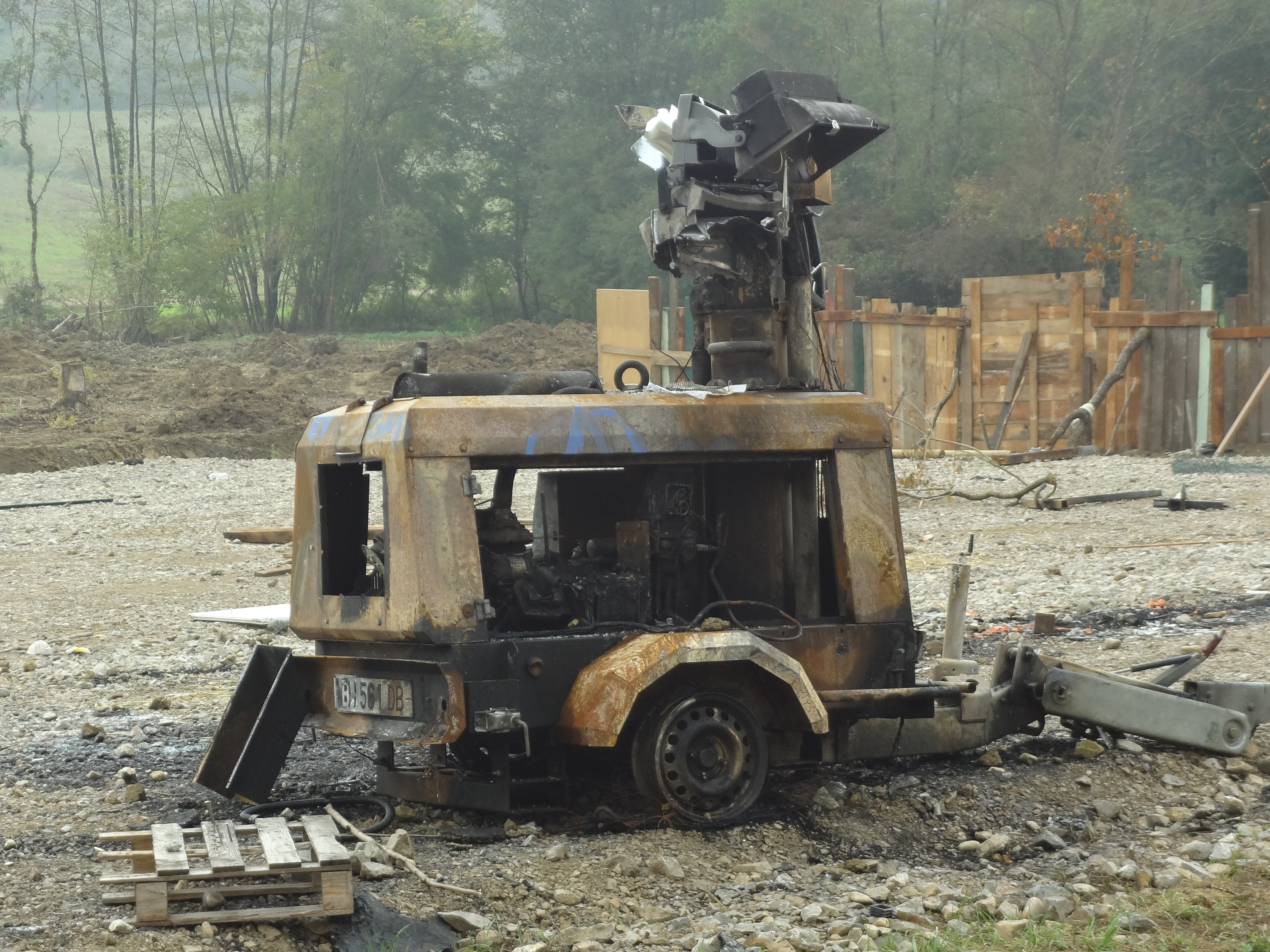
Générateur électrique incendié sur le chantier du barrage de Sivens, un jour avant la mort de Rémi Fraisse.

Après la destruction de la zone humide, une grande manifestation organisée le 25 et 26 octobre 2014 rassemble trois mille personnes. La tension monte avec les gendarmes mobiles présents et les affrontements deviennent de plus en plus violents. Les gendarmes ont notamment pour mission de défendre une base de vie sur les lieux du chantier. La nuit du 24 octobre, un générateur électrique a été incendié et les vigiles ont été remplacés par des CRS.
Le 25 octobre, selon les gendarmes, 2 000 personnes manifestaient pacifiquement, mais « 100 à 150 anarchistes encagoulés et tout de noir vêtus ont jeté des engins incendiaires » sur les forces de l'ordre. Le professeur de criminologie Alain Bauer indique que les militants pacifiques ont été débordés par les manifestants extrémistes dont le mode d'action est uniquement violent comme les Black Block. Ces derniers sont « vêtus de noirs et gantés, visages dissimulés, pour beaucoup équipés de masques à gaz, ou armés de bâtons ».

## Victime
Rémi Fraisse, né le 31 août 1993 à Toulouse, est un militant engagé dans la protection de l'environnement, diplômé d'un BTS de gestion et protection de la nature, bénévole botaniste dans des associations de protection de la nature.
Ses amis le décrivent comme quelqu'un de calme et pacifique. Lors de son enquête sur les évènements, le parquet de Toulouse conclut également que Rémi Fraisse a un profil intégré et pondéré, et que rien dans son parcours n'indique une quelconque agressivité envers les institutions ou des forces de l'ordre.
Il se rend à Sivens lors de la manifestation des 25 et 26 octobre, mais ne fait pas partie des zadistes et opposants résidant sur place.

## Circonstances de la mort

### Participation à la manifestation
Selon les proches de Rémi Fraisse présents au moment du drame, c'est peu avant deux heures du matin, le 26 octobre 2014, que celui-ci décide avec quelques amis d'aller assister aux affrontements entre un groupe de manifestants et des forces de l'ordre, en tant que simples badauds. Selon son amie, Rémi Fraisse « avait un peu bu dans la soirée, mais n’était pas ivre » (les examens toxicologiques révèlent que le jeune homme avait 1,5 gramme d'alcool par litre de sang). Elle ajoute que devant les affrontements, il réagit spontanément et se précipite, en criant « Allez, faut y aller ! », sans aucune protection, puis il disparaît,. Des sources proches du dossier, ainsi que Mediapart, indiquent qu'il se dirige alors vers les gendarmes en criant « arrêtez ».

### Dispositif des forces de l'ordre
Le samedi 25 octobre à minuit, un escadron de 72 gendarmes mobiles est déployé sur la base de vie du chantier du barrage de Sivens. Si l'après-midi a été marqué par des affrontements avec les manifestants, la soirée est plus calme. Néanmoins, la tension monte, des brasiers sont allumés et les gendarmes sont la cible de jets de pierre. D'après Reporterre, qui se base sur les comptes-rendus d'audition et des témoignages de manifestants, la position des différents pelotons de gendarmerie est difficile à établir. Il semble qu’un groupe de gendarmes se soit positionné en dehors de la base de vie, pour attaquer les manifestants, notamment avec des LBD, ainsi que procéder à des interpellations. Plusieurs grenades offensives sont tirées vers les manifestants, en particulier par le maréchal des logis Jean-Christophe J., suivant les ordres donnés par sa hiérarchie : le major A, le capitaine J. à la tête de l'escadron mobile, lui-même sous les ordres du commandant L. dirigeant le groupement tactique de gendarmerie (GTG). C'est ce dernier qui décide d'autoriser l'emploi de grenades. Les gendarmes ont reçu la consigne d'agir avec « extrême fermeté » envers les manifestants. L'IGGN indique quelques mois après les faits dans son rapport que le niveau de violence s'accroît rapidement dans la nuit. Ce prétendu climat de violence les amène à riposter : 237 grenades lacrymogènes, 41 balles de défenses, 38 grenades F4 et 23 grenades offensives sont tirées. Dans les extraits du procès-verbal de synthèse sur l'affaire, les gendarmes interrogés donnent la même version. La thèse du climat de violence et de la réponse justifiée a depuis été contredite,. Il y a eu peu de jets de projectile et loin des militaires. A 1h du matin, soit 45 minutes avant la mort de Rémi Fraisse, le commandant de l'unité rend compte au centre opérationnel, indiquant : « Terrain tenu, pas de gros soucis ».

### Mort
À 1h45 dimanche matin, une grenade OF-F1 tirée en cloche atterrit entre le sac à dos et le cou de Rémi Fraisse. Il s'effondre après l'explosion,. Selon le rapport de l'IGGN les gendarmes interviennent quelques minutes plus tard pour transporter Rémi Fraisse à l'abri des projectiles et lui porter secours,,. Le décès est constaté à 1h53. Deux heures plus tard, les gendarmes quittent la zone après avoir tiré une dernière salve de grenades lacrymogènes.
L’autopsie indique que la grenade a causé un arrachement du dos, des fractures des côtes et de la colonne vertébrale, le sectionnement de la moelle épinière et l'arrachement d'une partie du poumon gauche de Rémi Fraisse, vraisemblablement mort sur le coup.

## Enquête
Le lundi 27 octobre, le procureur de la République annonce que Rémi Fraisse a été tué par une explosion, mais que son origine n'est pas déterminée. Le lendemain, le procureur insinue que le sac de Fraisse aurait pu contenir des explosifs, comme un cocktail Molotov. Cette allégation est contredite le 28 par l'analyse chimique, confirmant la seule présence de TNT. Cette substance est présente dans les grenades offensives OF-F1.
Le 28 octobre 2014, de nouveaux résultats d'analyses privilégient la thèse d'un décès consécutif au tir d'une grenade offensive par la gendarmerie. Le ministre de l'Intérieur annonce la suspension de l'utilisation de ces armes.
Le 29 octobre, une information judiciaire contre X pour « violences volontaires ayant entraîné la mort sans intention de la donner » est ouverte. Les deux juges toulousaines chargées du dossier délèguent l’enquête à l’Inspection générale de la gendarmerie nationale (IGGN). Le rapport de l'IGGN, publié en décembre 2014, met hors de cause le gendarme ayant tiré. Le gendarme auteur du tir est mis en garde à vue en janvier 2015.
D'après Reporterre, les gendarmes exercent des pressions sur les proches de Rémi Fraisse, afin de dresser un portrait à charge du jeune écologiste. Les manifestants présents le soir de sa mort sont auditionnés par les gendarmes, et subissent eux aussi des pressions pour que leur déclarations correspondent à la version des forces de l'ordre ; un des témoins est même mis sur écoute pendant plusieurs semaines. Reporterre relève des incohérences entre la version officielle des autorités et le contenu des auditions des gendarmes.
Le défenseur des droits, Jacques Toubon, s'auto-saisit de l'affaire. Son rapport est publié en 2016, et conclut à l'absence de faute du gendarme, puisque les militaires faisaient « face à un danger actuel, qui les menaçait et qui menaçait le terrain dont ils avaient la garde », ce qui justifiait le recours à la force. Il critique toutefois le manque de clarté des consignes données par le préfet aux forces de l'ordre et reproche l'absence d'autorité civile sur le site le soir du drame ainsi que des carences dans la réglementation encadrant « le recours à la force et à l'usage des armes, notamment celui de la grenade OF-F1 », reproches qui seront repris par la CEDH dans son arrêt en 2025. Il enjoint l’État à retirer de l'armement de dotation les grenades OF-F1, de par leur dangerosité.
Une commission d’enquête parlementaire est créée. Elle rend son rapport en mai 2015 et propose plusieurs mesures parmi lesquelles « la possibilité très encadrée d'interdire à un ou plusieurs individus de participer à une manifestation sur la voie publique ». Cette mesure s'inspire des interdictions de stade pour certains supporters violents dans le milieu du football. Le président de la commission Noël Mamère se prononce contre le texte et fustige cette proposition. Le rapporteur Pascal Popelin estime quant à lui qu'une telle mesure permet de garantir le droit à manifester, en évitant la présence d'individus violents dans une manifestation. Une mesure similaire sera reprise quelques années plus tard par la loi du 10 avril 2019 visant à renforcer et garantir le maintien de l’ordre public lors des manifestations.
En 2016, des témoins des évènements sont entendus par des juges indépendants. Plusieurs manifestants présents indiquent avoir vu Rémi Fraisse les mains en l'air, criant aux gendarmes d'arrêter leurs tirs de grenades. Ces nouveaux témoignages contredisent la thèse de l’accident avancée par la défense selon Claire Dujardin, l’une des avocats de la famille de Rémi Fraisse.
La CEDH, saisie par les parties civiles qui reprochaient à l'enquête de ne pas être approfondie, indépendante et impartiale, conclut en février 2025 à l'inverse à l'absence de défaillances dans la procédure. Elle salue en particulier le rôle du défenseur des droits.

## Procédures judiciaires

### Pénal
Le gendarme impliqué dans le tir, maréchal des logis J., est entendu en tant que témoin assisté le 18 mars 2016. Il n'est pas poursuivi. La famille Fraisse est défendue notamment par les avocats Arié Alimi et Patrice Spinosi.
La procédure se conclut par un non-lieu prononcé le 9 janvier 2018 et confirmé par la cour d'appel de Toulouse le 9 janvier 2020 puis en cassation en mars 2021. La Cour de cassation souligne le « caractère absolument nécessaire et proportionné de l’usage d’une grenade dont le type était alors autorisé ».

### Administratif
En 2021, l'État français est condamné par le tribunal administratif de Toulouse à verser 46 400 euros à la famille Fraisse. Les juges estiment que « les forces de l’ordre ont répliqué de manière graduelle et proportionnée » et que les conditions d’utilisation des grenades OF-F1 ont été respectées. L'État est donc jugé responsable sans faute car bien qu'aucune faute n'ait été commise par les forces de l'ordre, « le décès de Rémi Fraisse résulte directement d’une mesure prise par l’autorité publique ». Le tribunal réduit cependant l'indemnisation des parties civiles de 20 %, considérant que Rémi Fraisse a fait preuve d'imprudence. La décision est confirmée en appel en 2023.
Les parents de Rémi Fraisse ont porté l'affaire à la Cour européenne des droits de l’homme. Cette dernière, dans son arrêt Fraisse et autres contre France du 27 février 2025, considère qu'il y a eu violation de l'article 2 de la Convention européenne des droits de l'Homme qui consacre « le droit de toute personne à la vie ». Ainsi, la Cour condamne l'État français à indemniser les requérants de 5 600 à 16 000 euros au titre du dommage moral causé par la mort de Rémi Fraisse.

## Conséquences

### Arrêt du chantier
Le chantier du barrage de Sivens est mis en suspens peu après la mort de Rémi Fraisse puis arrêté par le conseil départemental du Tarn le 6 mars 2015, Le gouvernement confirme l'abandon du projet en décembre 2015.
En 2016, la justice déclare illégal le projet de barrage, annulant notamment la déclaration d'intérêt public. Le projet est arrêté. D'autres projets de retenue d'eau dans la région pour l'agriculture irriguée  sont néanmoins à l'étude dans les années qui suivent.
La zone humide du Testet est remise en place et reprend petit à petit sa forme d'avant le chantier, même si dix ans plus tard l’équilibre de cet écosystème n'est pas entièrement restauré.

### Conséquences politiques

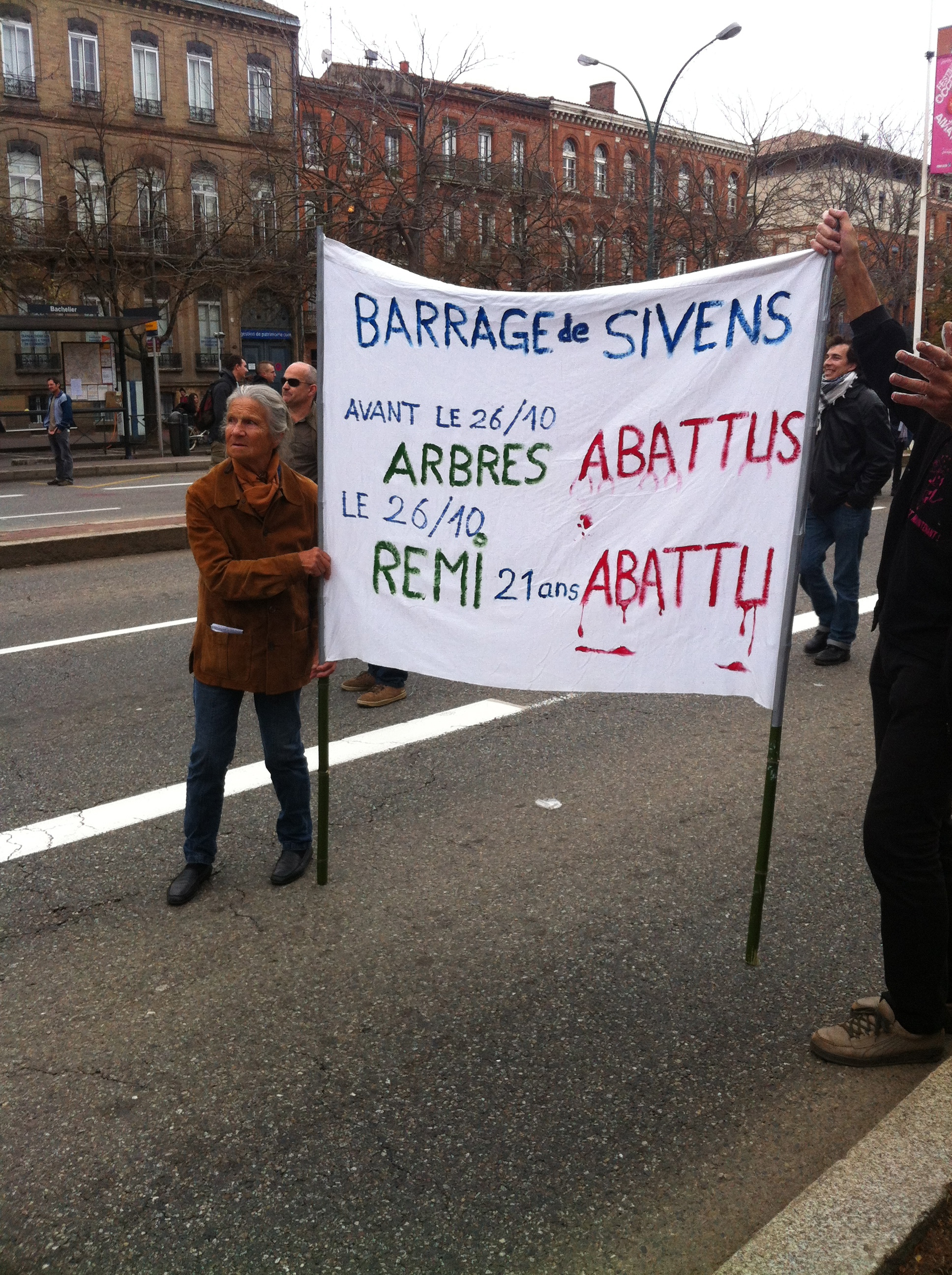
Manifestation à Toulouse le 8 novembre 2014, avec une pancarte dénonçant la mort de Rémi Fraisse.

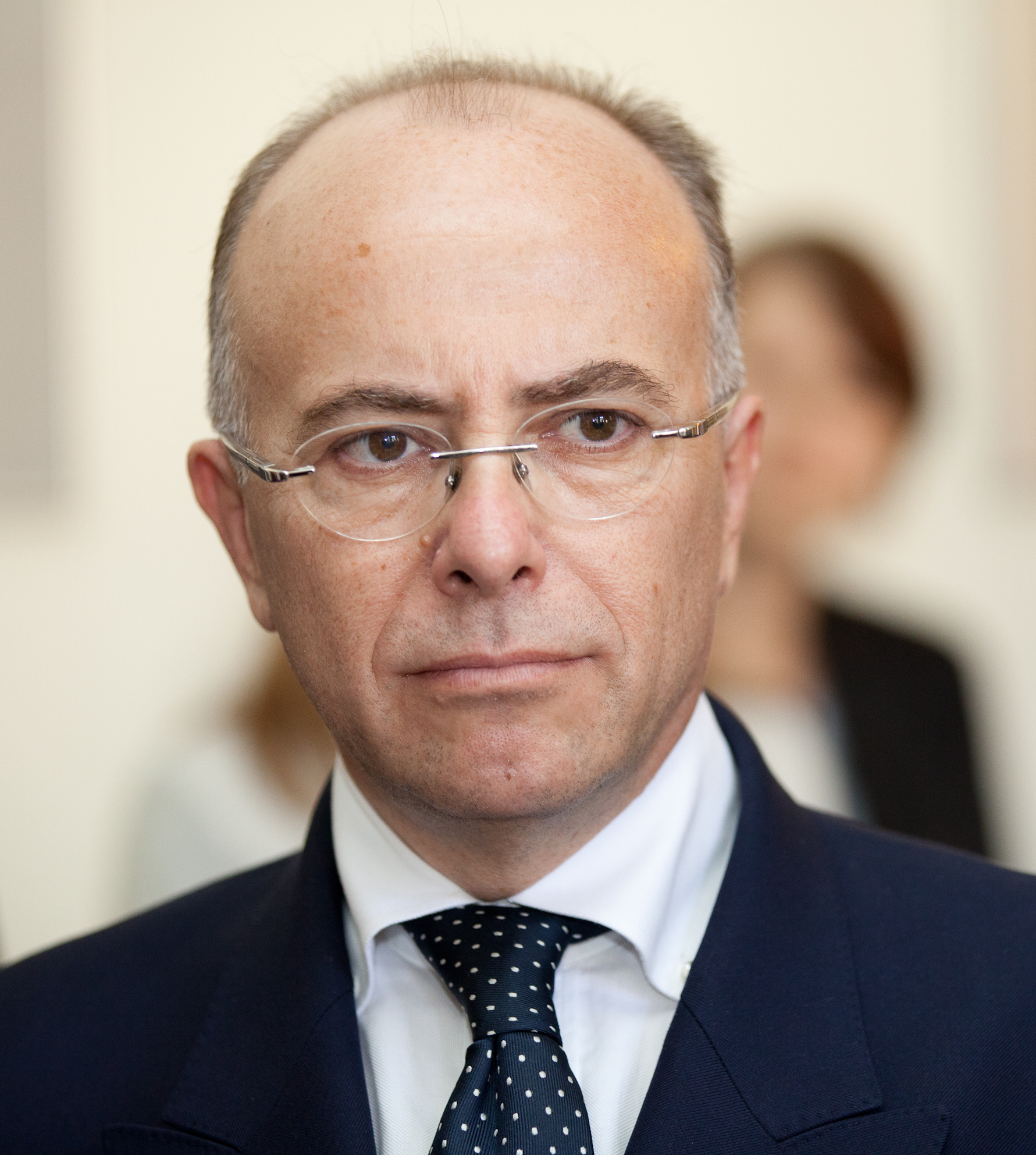
Bernard Cazeneuve, ministre de l'Intérieur au moment des faits, est critiqué pour sa gestion de l'affaire.

La mort de Rémi Fraisse déclenche une polémique. Plusieurs médias, comme Mediapart, Le Monde ou Le Figaro mettent en évidence un manque de transparence délibéré de la part du gouvernement les premiers jours de l'affaire, pour couvrir la responsabilité des gendarmes dans la mort du jeune écologiste,. Le ministre de l'Intérieur, Bernard Cazeneuve, accuse les écologistes « d'instrumentaliser » la mort du militant. Le manque d'empathie du ministre et son silence envers la famille du défunt sont dénoncées. Le 28 octobre, il propose sa démission, qui est refusée par le président François Hollande. Ces critiques continuent les années suivantes : en 2017, Jean-Luc Mélenchon accuse Bernard Cazeneuve de s'être « occupé de l’assassinat de Rémi Fraisse ».
De nombreuses manifestations sont organisées en France, notamment à Toulouse, Rennes et Paris, où elles réunissent des militants de nombreux bords : écologie, anarchisme, habitants des quartiers populaires dénonçant les violences policières... Certaines manifestations dégénèrent avec des atteintes aux biens et des affrontements avec les forces de l'ordre provoquant des blessés de part et d'autre. Une minute de silence à la mémoire de Rémi Fraisse demandée par Cécile Duflot (députée EELV) à l'Assemblée nationale est refusée le 4 novembre 2014.[réf. souhaitée]
Quelques mois plus tard, la ministre de l'Écologie Ségolène Royal oblige les projets de rétention d'eau à faire l'objet d'une concertation entre toutes les parties. Néanmoins, ces « Projets de territoire » ne permettent pas d'apaiser les tensions ou de résoudre les conflits entre écologistes et agriculteurs irrigants. Médiapart relève que dix ans après la mort de Rémi Fraisse, les conflits autour de l'eau se sont fortement intensifiés dans les luttes écologistes en France.
La mort de Rémi Fraisse a pu pousser le gouvernement à ne pas évacuer la ZAD de Notre-Dame-des-Landes par la force pour éviter des morts.

### Interdiction des grenades OF-F1
Deux jours après la mort de Rémi Fraisse, le gouvernement suspend l'utilisation des grenades OF-F1. Elles sont interdites deux ans plus tard, en mai 2017.

## Postérité

### Violences policières
Le Monde écrit qu’il s'agit d'« une affaire emblématique des violences policières en France », Mediapart « un symbole de la violence d’État ». A l'inverse, le parquet de Toulouse conclut que le gendarme a « effectué dans des conditions d’absolue nécessité et de stricte proportionnalité un lancer de grenade OF-F1 »,, ce qui motive le non-lieu prononcé en 2018.
Dix ans après la mort de Rémi Fraisse, l'ancien député écologiste Noël Mamère estime que « la mort de Rémi Fraisse signe, sous sa forme la plus tragique, le recul de ces droits fondamentaux et la criminalisation devenue systématique des militants et activistes écologistes ». Certains avocats et militants écologistes jugent que la mort du jeune homme n'a « servi à rien », les forces de l'ordre utilisant toujours des armes et des méthodes violentes presque dix ans plus tard.
En 2016, le sociologue Mathieu Rigouste décrit l'action des gendarmes à Sivens comme une expérimentation de la nouvelle doctrine française du maintien de l'ordre, où il s'agit de neutraliser le manifestant, considéré comme un « ennemi intérieur ».

### Importance pour les luttes écologistes

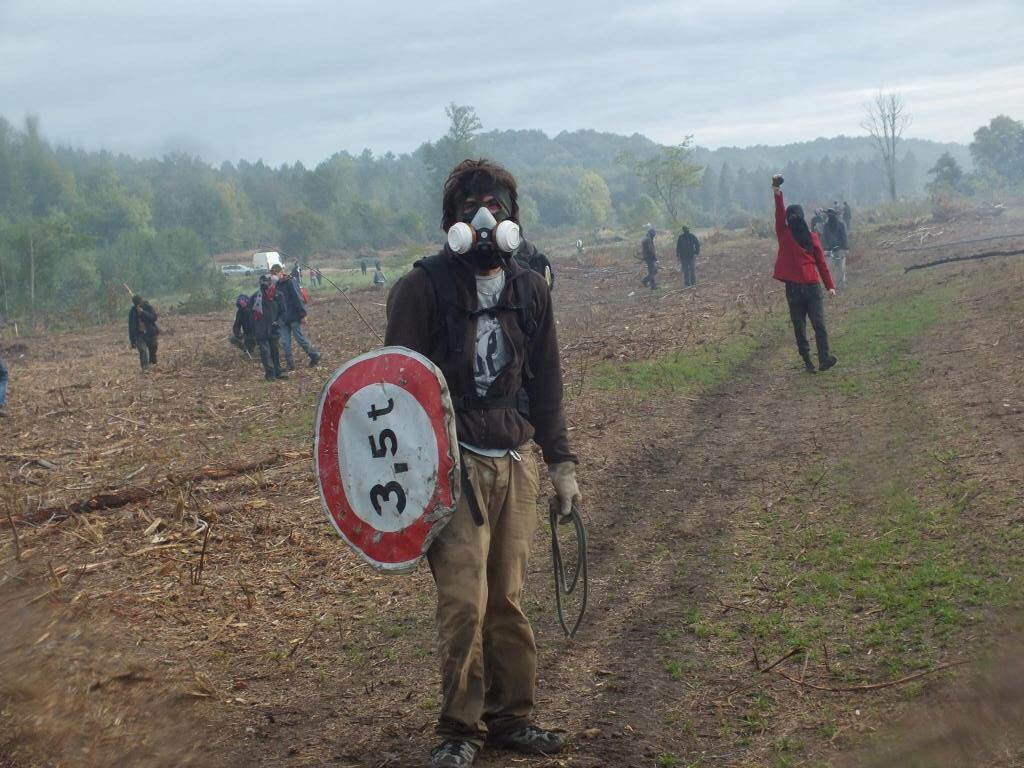
Des opposants au barrage de Sivens le 25 octobre 2014. Le zadiste fait figure d'ennemi intérieur aux yeux des forces de l'ordre françaises.

La mort de Rémi Fraisse représente un symbole fort pour les luttes écologistes en France. Fraisse est en effet mort 37 ans après Vital Michalon, tué par l'explosion d'une grenade lors d'une manifestation antinucléaire ; sa mort « a été un choc pour une génération » de militants. Fraisse est cité en exemple par les opposants aux mégabassines, notamment de Sainte-Soline, ainsi que les opposants au projet de l'autoroute A69, soumis eux aussi à des violences policières laissant craindre un nouveau mort. La lutte contre le barrage de Sivens est la première mobilisation pour défendre la ressource en eau à avoir un retentissement national en France.
La mort de Rémi Fraisse est « ancrée dans les mémoires » de la lutte écologiste, et des rassemblements ont régulièrement lieu pour commémorer son décès, notamment dix ans après en 2024.